# نرئوس ۴۶۶۰
سیارک ۴۶۶۰ (به انگلیسی: 4660 Nereus، نامگذاری:1982DB) چهار هزار و ششصد و شصتمین سیارک کشف شده‌است که در ۲۸ فوریه ۱۹۸۲ کشف شد.
قدر مطلق سیارک برابر ۱۸٫۲۰ است.